# Ivan Aleksandrovič Serov
Ivan Aleksandrovič Serov (in russo Иван Александрович Серов?; Afimskoe, 13 agosto 1905 – Mosca, 1º luglio 1990) è stato un generale, politico e agente segreto sovietico, Presidente del KGB e Direttore del GRU.

## Biografia

### Formazione e carriera giovanile
Serov nacque il 13 agosto 1905, ad Afimskoe, un villaggio del governatorato di Vologda dell'Impero russo, da una famiglia contadina. Grandi cambiamenti investirono la Russia nel corso della sua adolescenza, sfociando nella Rivoluzione d'ottobre del novembre 1917. All'età di 18 anni, nel 1923, si arruolò nell'Armata Rossa, poco tempo dopo la Guerra civile russa; tra il 1924 ed il 1925 fu sindaco del villaggio di Afimskoe. Nel 1926 entrò nel Partito Comunista dell'Unione Sovietica. Due anni dopo, a 23 anni, Serov si laureò presso l'Università Tecnica Militare di Leningrado. Serov continuò gli studi frequentando l'Accademia Militare Frunze, dove si laureò nel 1939, a 34 anni. Nello stesso anno entrò nel Commissariato del popolo per gli affari interni in una posizione direttiva.
Serov era riuscito intanto a sopravvivere alla Grande Purga, e nel 1937 gli era stato affidato il compito dell'esecuzione di Michail Nikolaevič Tuchačevskij, insieme ad altre figure di rilievo dell'Armata Rossa. Si sospetta che Serov abbia anche avuto un ruolo nella deposizione ed esecuzione di Nikolaj Ivanovič Ežov.

### Carriera nell'NKVD
Serov divenne commissario del NKVD per l'Ucraina nel 1939, e da quel momento in poi giocò un ruolo fondamentale in molte delle azioni della polizia segreta sovietica nella seconda guerra mondiale, aiutando ad organizzare la deportazione delle popolazioni del Caucaso e dei Paesi baltici, divenendo nel 1941 il principale luogotenente di L.P. Berija. Fino al 1941 esercitò il suo ruolo in Ucraina, dove si ritiene sia stato responsabile della morte di centinaia di migliaia di contadini e dove si trovò a collaborare con N.S. Chruščëv, leader del Partito Comunista in Ucraina. Si ritiene che abbia avuto un ruolo anche nel Massacro di Katyn'.
Nel 1941 Serov venne promosso vicecommissario dell'NKVD dell'Unione Sovietica, diventando quindi uno dei vice di Berija. In questo ruolo fu responsabile della deportazione di alcune popolazioni del Caucaso e per le deportazioni ed esecuzioni nei paesi Baltici: si ritiene erroneamente autore dell'Ordine NKVD num. 00123, un atto completamente diverso sottoscritto da Berija l'11 ottobre 1939 e preparato dal Commissariato del popolo per gli affari interni (NKVD): in esso erano elencati vari gruppi di persone (anticomunisti, ex militari o personale di polizia, grandi proprietari terrieri, industriali ecc.) da trasferire coattivamente in strutture di sicurezza sovietiche ai sensi dell'articolo 58 (codice penale RSFSR). Le istruzioni di Serov originali non recavano né data né numero di classificazione. La confusione è stata forse ingenerata dal Terzo Rapporto Provvisorio della Commissione Kersten statunitense, incaricata di indagare sull'incorporazione dei Paesi baltici da parte della Russia. Nella relazione viene indicato il testo completo delle istruzioni con la fuorviante intestazione "Ordine num. 00123".
Nel 1946 partecipò personalmente all'esecuzione del generale Andrej Andreevič Vlasov e del comando dell'Esercito Russo di Liberazione, un'organizzazione che aveva cooperato con i nazisti nel corso della seconda guerra mondiale. Serov fu una personalità di rilievo nello SMERŠ, il dipartimento per il controspionaggio militare dell'Armata Rossa in tempo di guerra, uno dei vice di V.S. Abakumov. In questo periodo, Serov fondò il Ministero per la Pubblica Sicurezza Polacco, polizia segreta polacca fino al 1956, agendo come il principale organizzatore e consigliere sovietico. In qualità di vicecommissario organizzò anche la repressione dell'Esercito Nazionale polacco, contribuendo alla nascita dell'era stalinista della storia polacca.
Nel 1945, Serov fu trasferito al Secondo Fronte Bielorusso, ed arrivò a Berlino nel maggio di quell'anno. Vi rimase fino al 1947, contribuendo ad organizzare la costituzione della Stasi, la polizia segreta della Germania Est.

### Carriera nel KGB
Dopo la morte di Stalin, Serov, stretto collaboratore di Berija, si accordò con gli ufficiali del GRU contro di lui. In questo modo, quando Berija fu destituito, processato e condannato a morte, Serov riuscì ad evitare un coinvolgimento, raro caso fra le figure di spicco della polizia segreta.
Nel 1954 divenne direttore del KGB, ossia il capo della maggiore porzione della polizia segreta sovietica. Serov fu l'organizzatore dei servizi di sicurezza per le visite all'estero di Bulganin e Chruščëv, ma non poté prendere parte alla loro visita in Gran Bretagna nel 1956, a causa della campagna dei media inglesi che gli attribuivano gli appellativi di "Ivan il Terribile" e "Macellaio".
Nel 1956, la rivoluzione ungherese rovesciò il governo Comunista Ungherese. La risposta di János Kádár fu la formazione di un nuovo governo comunista, che ricevette però scarso sostegno. Serov fu responsabile del rifiuto agli incontri fra gli ungheresi ed i negoziatori sovietici, facendo scoppiare le violenze a Budapest fra le proprie truppe e gli ungheresi. Organizzò l'arresto del gruppo di Imre Nagy, e coordinò la cattura del generale ungherese Pál Maléter e l'interruzione dei colloqui di pace fra l'Armata Rossa e i combattenti ungheresi per la libertà.
Serov venne rimosso dalla carica di presidente del KGB nel 1958, dietro suggerimento di Chruščëv, che aveva affermato che i visitatori occidentali potevano aspettarsi di "non vedere così tanti poliziotti in giro", e che le forze di polizia sovietiche avrebbero subito una ristrutturazione. Venne nominato direttore del GRU.

### Direzione del GRU e declino
Come capo del GRU, Serov presiedette uno dei periodi più corrotti nella storia dell'istituzione. Fu il periodo in cui il GRU fornì più informazioni agli Stati Uniti di quante ne ottenesse. Fu anche uno dei protagonisti della Crisi dei missili di Cuba, aiutando la leadership sovietica con materiale di intelligence americano. Dopo che l'Unione Sovietica fallì nel mantenere il controllo della crisi, e la disgregazione dell'ordine interno del GRU, Serov venne rimosso dalla posizione. Nel 1965 venne espulso dal Partito, cosa che pose fine alla sua carriera.
Serov, comunque, sopravvisse fino al 1990, un anno prima della dissoluzione dell'Unione Sovietica.

## Ruolo storico
Serov organizzò molte delle atrocità sovietiche nel corso della seconda guerra mondiale, e collaborò con Berija nel coordinamento di una serie di "purghe" che durarono fino alla morte di Stalin. Anche se a Serov non viene solitamente attribuito un ruolo di importanza nella storiografia moderna, le sue azioni contribuirono ad instaurare lo stalinismo in Europa e di intensificare il processo di stalinizzazione in Unione Sovietica. Il rafforzamento del potere sovietico in Europa Orientale fu aiutato dalla sua organizzazione sia della UB in Polonia, sia della Stasi in Germania Est.